# Särkijärvi (Junosuando socken, Norrbotten)
Särkijärvi är en sjö i Pajala kommun i Norrbotten och ingår i Torneälvens huvudavrinningsområde.